# Matar judíos

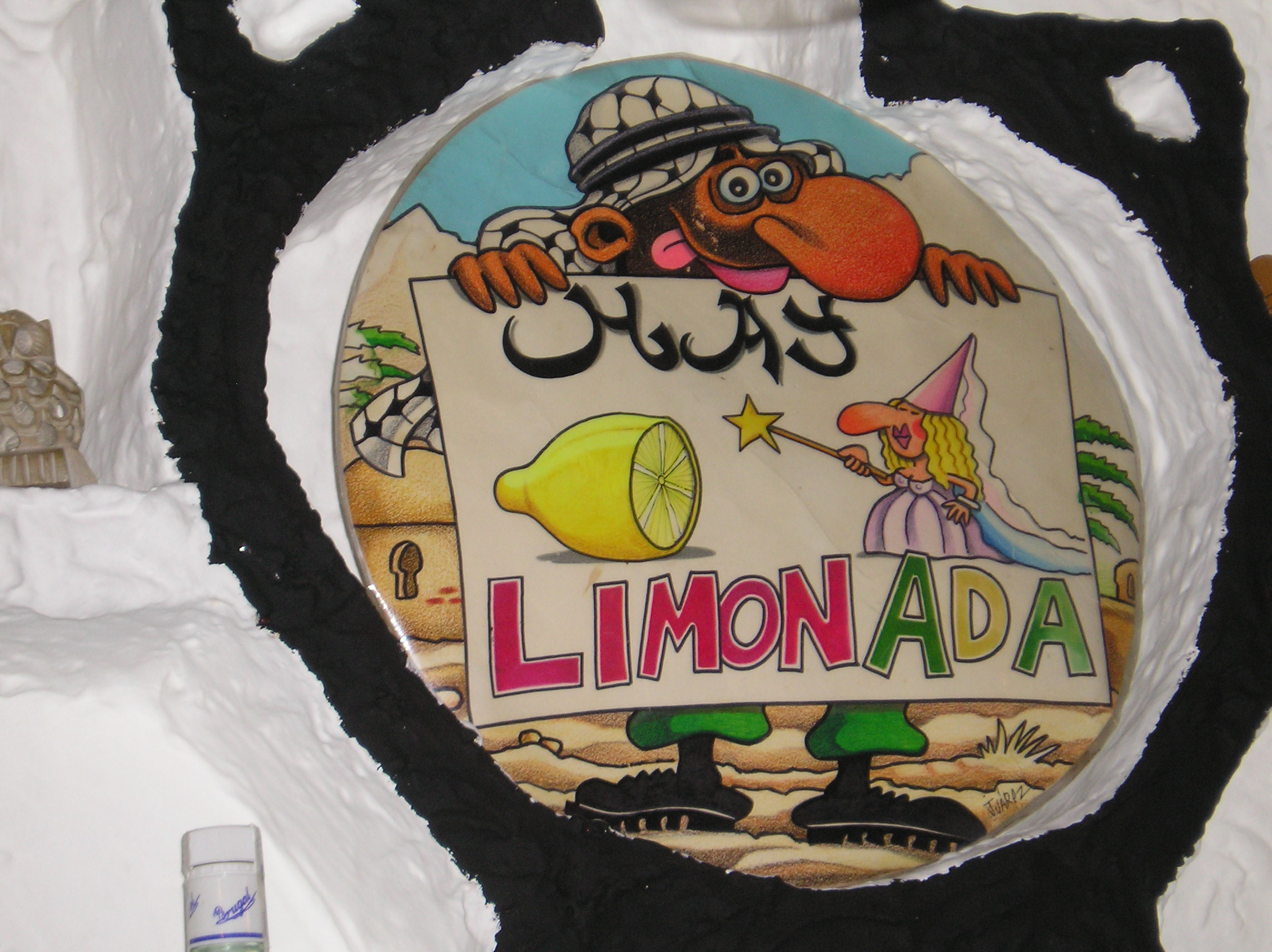
Publicité à León : Hay limonada : ici, il y a de la limonade.

 (mai 2011).
Matar judíos est une expression utilisée à León en Espagne et signifiant en espagnol « tuer des Juifs ». Sous ce vocable on désigne la tradition léonaise de boire une limonade typique dite « limonade de León»,  en fait un type de sangria, dans les bars de la ville lors de la semaine sainte.

## Origine de l'expression
L'origine de l'expression est incertaine ; elle  s'est transmise par voie orale sans qu'aucune source écrite ne permette d'en expliquer la genèse.
Une des hypothèses est qu'au Moyen Âge, lors du vendredi saint qui célèbre la Passion du Christ, avaient lieu des débordements antisémites : à cette date la population chrétienne, sensible aux accusations présentant les Juifs comme des empoisonneurs de puits, leur faisait grief d'être un peuple déicide et s'en prenait aux habitants de la judería (ghetto). Pour juguler cette violence, les autorités municipales auraient eu l'idée d'autoriser dans les tavernes menant au quartier juif la vente d'une boisson moins alcoolisée que le vin et sucrée, afin de saouler les émeutiers pour les empêcher d'accomplir leur forfait.
Certaines théories attribuent au contraire l'expression au fait que les beuveries qui avaient lieu pendant cette période attisaient la haine contre les Juifs, tandis que d'autres expliquent que la limonade est une référence à l'expression « J'ai soif » de Jésus au moment de son exécution sur le Golgotha (Jn 19, 28).